# John Regis
John Paul Lyndon Regis, född 13 oktober 1966 i Lewisham i London, är en brittisk (engelsk) före detta friidrottare (sprinter).  
Regis är brittisk rekordhållare på 200 meter och mångfaldig medlem av brittiska stafettlag (4x100 och 4x400 meter). I OS, VM och EM representerade Regis Storbritannien och Nordirland medan han tävlade för England i Samväldesspelen. År 1999 avslutade Regis sin friidrottskarriär och han är numera verksam inom massmedia.

## Individuellt
Regis upplevde sin första större framgång i VM 1987 då han med tiden 20,18 blev bronsmedaljör, tätt efter guld- och silvermedaljörerna som båda noterade 20,16 (amerikanen Calvin Smith och fransmannen Gilles Quenéhervé). Vid EM i Split 1990 i dåvarande Jugoslavien vann Regis inte mindre än tre medaljer; guld på 4x400 meter (se nedan) och 200 meter samt brons på 100 meter. I 200-metersfinalen vann Regis en överlägsen seger på tiden 20,11 före fransmannen Jean-Charles Trouabal (20,31) och landsmannen Linford Christie (20,33). På etthundrameter var rollerna omvända; Christie vann guldet (10,00) medan Regis vann bronset (10,07) medan fransmannen mellan dem denna gång lystrade till namnet Daniel Sangouma (10,04).
I Stuttgart-VM 1993 blev Regis silvermedaljör på 200 meter på tiden 19,94, distanserad av namibiern Frankie Fredericks (19,85) men före legendaren Carl Lewis (19,99). I Regis sista större mästerskap, Samväldesspelen 1998 i Kuala Lumpur, kämpade Regis till sig bronsmedaljen på tiden 20,40 efter engelske landsmannen Julian Golding (20,18) och walesaren Christian Malcolm (20,29).
Inomhus blev Regis världsmästare 1989 i Budapest. Finalen vann Regis på tiden 20,54 före landsmannen Ade Mafe (20,87) och amerikanen Kevin Little (21,12).

## Stafett
Regis löpte tredjesträckan i det brittiska stafettlaget på 4x400 meter i Tokyo-VM 1991 som noterade europarekord (2.57,53) och mycket överraskande besegrade Förenta Staterna, om än med endast 4 hundradelar. Övriga lagmedlemmar var Roger Black, Derek Redmond och Kriss Akabusi.
Året innan hade laget Paul Sanders, Akabusi, Regis och Black vunnit EM-finalen före Väst- och Östtyskland på tiden 2.58,22. I övrigt har Regis en silvermedalj (4x100 meter i OS 1988) och en bronsmedalj (4x400 meter i OS 1992) i stafettsammanhang.

## Meriter
Guldmedaljer
- VM 1991 4x400 meter (Black, Redmond, Regis och Akabusi, 2.57,53)
- EM 1990 200 meter (20.11) och 4x400 meter (Sanders, Akabusi, Regis och Black, 2.58,22)
- Inomhus-VM 1989 200 meter (20,54)

Silvermedaljer
- OS 1988 4x100 meter (Bunney, Regis, McFarlane och Christie, 38,28)
- VM 1993 200 meter (19,94)

Bronsmedaljer
- OS 1992 4x400 meter (Black, Grindley, Akabusi och Regis, 2.59,73)
- VM 1987 200 meter (20,18)
- EM 1990 100 meter (10,07)
- Samväldesspelen 1998 200 meter (20,40)

## Personliga rekord
- 100 m: 10,15, Budapest, Ungern, 29 maj 1993
- 200 m: 19,87, Sestriere, Italien, 31 juli 1994 (Brittiskt rekord)
- 400 m: 45,48, Walnut, Kalifornien, Förenta Staterna, 17 april 1993

### 200-metersrekord
Regis noterade personligt och engelskt rekord i Crystal Palace den 2 augusti 1987 då han vann en Grand Prix-tävling på 20,25. När han vann brons i VM-finalen 1987 den 3 september noterade han 20,18, vilket innebar att han övertog det brittiska rekordet från skotten Allan Wells (20,21 i Moskva-OS 1980). Regis förbättrade rekordet till 20,11 i Jugoslavien-EM 1990 och till 20,09 i Barcelona-OS 1992.
Regis blev sedan förste (och t.o.m. 2013-08-13 ende) britt att löpa sträckan på en tid under 20 sekunder, när han vann VM-silver 1993 på tiden 19,94. Han förbättrade sedan det brittiska rekordet till 19,87 den 31 juli 1994 på hög höjd i italienska Sestriere.